# 相望年
相望年（1916年—1986年），男，浙江嘉兴人，中国植物病理学家、微生物遗传学家，曾任中国遗传学会理事。